# Betula seravschanica
Betula seravschanica är en björkväxtart som beskrevs av Viktor Nikolayevich Vassiljev. Betula seravschanica ingår i släktet björkar, och familjen björkväxter. Inga underarter finns listade.